# 民众民主党
民众民主党（韩语：／ Minjungminjudang）是韩国的一个极左翼政党。该党成立于2016年11月5日。该党的目标是建立无产阶级掌握生产资料的人民民主制度。该党坚决反对帝国主义，并呼吁韩国政府立即与朝鲜达成和平协议，完全撤出驻扎在韩国的外国部队。该党是世界反帝国主义纲领的成员。